# Funaria papillosa
Funaria papillosa là một loài Rêu trong họ Funariaceae. Loài này được (Müll. Hal.) Wijk & Margad. mô tả khoa học đầu tiên năm 1960.